# Alexei Ramírez
Alexei Fernando Ramírez Rodriguez (Pinar del Río, 22 de setembro de 1981) é um ex-jogador de beisebol cubano que atuava como interbases. Apelidado de The Cuban Missile, ("O Míssil Cubano),  Ramírez foi campeão olímpico com a seleção cubana em 2004, além de ter vencido o Silver Slugger Award em duas oportunidades, em 2010 e 2014.